# Роберт Маккі
Ро́берт Маккі́ (англ. Robert McKee) — американський сценарист, теоретик мистецтва написання кіносценаріїв.
Є творчим інструктором сценаристів. Став широко відомий завдяки написаній ним книзі «Оповідь» (англомовний варіант — «Story»), що є посібником для багатьох сценаристів Голлівуду. Серед студентів Роберта Маккі — 70 володарів премії «Оскар», 250 володарів премії «Еммі», сценаристи фільмів «Володар перснів», «Код да Вінчі», «Бетмен», «Воллі», «Шрек», «Секс і місто», «Люди Ікс», «Чудовий Халк», «Зоряні війни» та ін.
Образ Роберта Маккі був втілений у фільмі «Адаптація» (2002).
У 2021 році видавництво ARC.UA видало перший переклад його праці "Оповідь" (Story) українською мовою.